# Gisela Grothaus
Gisela Grothaus, född den 20 februari 1955 i Berlin, Tyskland, är en västtysk kanotist.
Hon tog OS-silver i K-1 i slalom i samband med de olympiska kanottävlingarna 1972 i München.